# Isakijewskij
Isakijewskij (ros. Исакиевский) – chutor w Rosji, w obwodzie wołgogradzkim, w rejonie aleksiejewskim. W 2021 liczył 199 mieszkańców.